# جاد شكيف
جاد شكيف (4 يوليو 1980 - 19 نوفمبر 2021)، هو ممثل فرنسي من أصول مغربية.

## حياته
ولد 4 يوليو 1980 في شارتر، وأمضى شبابه في مونتيرو-فولت-يون في سين- إي -مارن. بعد حصوله على شهادة في علوم الكمبيوتر الصناعية، حصل على دبلوم في الرسوم المتحركة السياحية، مما سمح له بالسفر والمشاركة في العروض للفنادق وقرى العطلات. ثم التحق بمدرسة تمثيل متعددة التخصصات في فرساي، حيث درس لمدة عامين.

## وفاته
توفي في 19 نوفمبر 2021، في فرنسا عن عمر يناهز 41 عامًا.

## وصلات خارجية
- جاد شكيف على موقع IMDb (الإنجليزية)
- جاد شكيف على موقع ألو سيني (الفرنسية)
- جاد شكيف على موقع قاعدة بيانات الفيلم (الإنجليزية)